# Száriel
Száriel (arámiul: זהריאל, görögül: Ἁτριήλ, „Isten parancsa”) a főangyalok egyike a zsidó vallásban. Az útmutatás, de a halál jóindulatú angyalának is tartják, a lelkekért és a Mennyország rendjéért felel, valamint a bűnösök büntetéséről is ő gondoskodik. Neve apokrif iratokból ismert, a Bibliában nem található,

## Névváltozatok
Nevének egyéb változatai Szúriel, Szuriél (a Holt-tengeri tekercsek egyes fordításaiban), Esdraél, Szahariel, Dzsuriel, Szeriel, Szauriel, Szurija, Saraqael, Szarakiel, Dzsariel, Szuruél, Szurufel és Szuriál. Száriel néha Metatronnal azonosítható. Énok első könyvében, létezik egy bukott Virrasztó, akit Säraquyaelnek (amharául: ሰራቁያል) és Säräqaelnek (amharául: ሰረቃኤል) hívnak, egyike az „örökkévalóság” hét angyalának. A Kabbalában a föld hét angyalainak egyike. Órigenész szerint Száriel a hét ősi erőt birtokló angyaloknak egyike. A gnoszticizmusban, Száriel őrző erejéért idézhető meg. Megemlítik a kopt ortodox egyház naptárában, Tubah 27.-én 4. hónap 23. napján az évnek.
A név (שריאל, Isten tisztje) ebben a formában A Fény Fiainak háborúja a Sötétség Fiai ellen c. Holt-tengeri tekercsben fordul elő, Mihály, Rafael és Gábriel angyalok társaságában (1QM 9,15, 1QM 9,16).

## Hagyományos iratokban
Énok könyve szerint, Száriel („aki által Isten segít”, „Isten segítsége”), az emberek lányaiért vágyakozó angyalok vezéreinek egyike volt. A Hermon-hegy csúcsára szálltak alá, Járed idején, hogy feleségeket szerezzenek maguknak és félrevezessék az embereket. Száriel a hold útjait tanította az embereknek. Neve néha Arazyal és Aszarádelként is feltűnik néhány Énok könyvének fordításában, a név a sa'ar és az Isten szó egyesítéséből született. Ugyanebben a könyvben Szarákiel (Isten egyik hírközlője) egyike azoknak a szent angyaloknak, akik figyelik azokat a lelkeket, akik a lélekben vétkeznek, és Száriel egyike azoknak az angyaloknak, akik a földön végbemenő vérontásokat figyelik, együtt Gábriellel, Mihállyal, Rafaellel és Uriéllel.
Énok második könyvében egy Számuil vagy Száriel név szerepel, aki valószínűleg azoknak az angyaloknak az egyike volt, akik a mennybe vitték Énokot.
A fény fiainak háborúja a sötétség fiai ellen Holt-tengeri tekercsben szerepel egy Száriel név (שריאל, Isten minisztere, a Száriel egy másik jelentése) más nevekkel együtt, mint például Mihály, Rafael, és Gábriel a toronybeli katonák pajzsain, hadmozdulatok alatt. (1QM 9,15). A harmadik Toronyban történik ez (1QM 9,16).
Szuriél angyal Ádámnak és Évának a Sátánnal való konfliktusában is megemlíik, mégpedig úgy, mint az az angyal, aki Ádámot és Évát egy magas hegycsúcsról a Kincsek Barlangjába viszi.
"… hozzátok el, amit ő hozott és adjátok Ádámnak. És ők így tettek, egyen egyenként. És Isten megparancsolá Szuriélnek és Saláthielnek, hogy vigyék fel Ádámot és Évát, aztán vigyék le őket a magas hegy csúcsáról, és...” - Bibliai Apokrif könyv. Ádám és Éva első könyve.
Jákob lajtorjájában az Úr elküldi Szárielt Jákobhoz, hogy elmagyarázza neki az álmát a létráról.
A Talmudban Ishmael rabbinak tanított higiéniát. A Juriel név úgy van leírva, mint „az Isteni arc vagy jelenlétének angyala”, ami miatt a Száriel név Metatron egyik lehetséges neve lehet.
Az etióp zsidók még úgy is hívják őt, mint „Szuriél a Trombitás” és „Szuriél, a halál angyala”.
Salamon kis kulcsaiban két herceg, Asztéliel és Gádiel, ad ki parancsokat Szárielnek éjjel. Gustav Davidson Az angyalok szótára és Leonard Ashley Démonok és gonoszok teljes könyve bukott angyalként írja le Szárielt.
A Michigani Egyetemnek külön részlege van a késői ókor varázslásainak hagyománya és védő varázslatok számára. Egy anyagminta, a Seleucia-Tigrisen a 6. vagy 7. századból kétszer is megemlíti Szárielt:
"I Leírtam az összes átkot egy új agyagtálra és visszaküldtem az átkokat, azokra akik megátkozták Negrayt, Denday lányát, egészen mestereikig, amíg fel nem engednek és áldják Száriel és Baráqjéel angyalok neveit ”

## Spekulációk

### A halál angyalaként
Zsidó-Keresztény írások szerint Száriel a halál angyalával, Apollyonnal azonosítható. Néhány Énoki fordítás Szárielre az Arazyal/Araziel/Asaradel neveket használta, amik az angol transzliterációban nagyon hasonlítanak Azraelre. Ha Azrael egy és ugyanaz Száriellel, akkor egyike a négy iszlám angyalnak együtt Mikhaillal, Djibrillel és Iszrafillal. Az Azrael név a muszlim és iszlám teológiában a halál angyalaként szerepel.

### Szeráquel arkangyalként
Száriel Szeráquellel azonosítható, Énok könyvében az ötödik szent angyal, akik a vétkező lelkek fölött őrködik. Viszont mielőtt Száriel/Szeráquel az ötödik szent angyalként lenne megemlítve Énok könyvében, előbb a bukottak egyik vezéreként van leírva.

## Fordítás
Ez a szócikk részben vagy egészben  a   Sariel című angol Wikipédia-szócikk fordításán alapul.  Az eredeti cikk szerkesztőit annak laptörténete sorolja fel. Ez a jelzés csupán a megfogalmazás eredetét és a szerzői jogokat jelzi, nem szolgál a cikkben szereplő információk forrásmegjelöléseként.